# 인사이드 에디션
《인사이드 에디션》(Inside Edition)은 미국의 타블로이드 텔레비전 프로그램이다.
CBS 미디어 벤처스를 통해 퍼스트런 신디케이션 방식으로 배급된다.
1989년 1월 9일에 처음 방송을 시작한 이래, 순수 하드 뉴스에만 초점을 맞추지 않는 신디케이트 뉴스매거진 프로그램 중 가장 오랜 역사를 자랑한다.
비록 일부 하드 뉴스도 다루고는 있지만, 매일 방송되는 대부분의 분량은 정보형 오락(인포테인먼트) 기사, 연예 뉴스 및 가십, 스캔들, 실화 범죄 이야기, 라이프스타일 특집 등으로 구성된다.
대한민국에서는 1997년부터 2004년까지 KBS 위성방송/KBS 코리아(現 KBS LIFE)을 통해 방송하였다.

## 개요
평일과 주말 두 가지 형식으로 방송되는 프로그램이다. 평일에는 매일 30분 분량으로 다양한 종류의 뉴스와 특집 기사를 포함한 종합적인 구성으로 방송된다. 주말판은 Inside Edition Weekend라는 제목으로 나가며, 평일에 방송된 주요 내용을 선별해 다시 보여주는 형식으로 역시 30분 분량이다.
공휴일이 평일과 겹치는 경우에는 평소 주말판과 유사한 포맷으로 제작되며, 과거 방송된 주요 기사들을 모아 편성한다. 이때는 독립기념일, 추수감사절, 크리스마스처럼 특정 명절과 관련된 라이프스타일 콘텐츠가 포함되기도 한다. 2002년부터 2012년까지는 여름철 평일 방송 중 일부도 이러한 형식을 따라, 해당일 앵커가 과거 기사들을 소개하고, 현재 뉴스는 뉴스룸에 있는 기자가 전하는 구성으로 진행되었다.
이 프로그램은 뉴욕 맨해튼에 있는 CBS 방송센터를 본거지로 하며, 이곳에 주 뉴스룸과 제작 시설, 메인 세트가 마련돼 있다. 그러나 일부 방송은 로스앤젤레스에 위치한 서부 뉴스룸에서 제작되거나, 현장 중계 또는 방송국 제휴 스튜디오에서 진행되기도 한다. 매주 월요일부터 금요일까지 오후 3시(동부 표준시)에 위성 생중계로 송출되며, 새로운 뉴스나 기술적 수정이 필요한 경우 방송 중간에 업데이트가 이루어지기도 한다.
2020년 3월 8일 코로나19가 팬데믹으로 공식 선언되면서 Inside Edition도 직접적인 영향을 받았다. CBS 방송센터에서 확진자가 발생해 스튜디오와 뉴스룸이 일시 폐쇄되었고, 이에 따라 앵커 데보라 노빌은 일주일 동안 자택 부엌에서 방송을 진행했다. 이후 자택 내 임시 스튜디오를 마련해 원격 방송을 이어갔으며, 로스앤젤레스 뉴스룸의 지원도 병행되었다. 로스앤젤레스 역시 자택 대기 명령으로 인해 영향받았기 때문에, 전 직원이 재택근무 체제로 전환하여 프로그램을 제작했다.

## 진행자
- 초대: 데이비드 프로스트 (1989년 1월 ~ 1989년 2월)
- 2대: 빌 오라일리 (1989년 2월 ~ 1994년 3월)
- 3대: 데보라 노빌 (1995년 3월 ~ 2025년 5월 21일)
  - 임시: 메리 캘비 (2025년 5월 22일 ~ 2025년 7월 6일)
- 4대: 에바 필그림 (2025년 7월 7일 ~ 현재)

## 역사

### 1989년 ~ 1994년
존 톰린과 밥 영이 기획한 프로그램으로, 1988년 초 겨울에 킹 월드 프로덕션(King World Productions)이 이를 채택하면서 제작이 본격화되었다. 킹 월드는 이후 CBS가 2005년 12월 비아콤에서 분리될 당시 인수하였고, 2007년 9월에는 CBS 텔레비전 디스트리뷰션으로 통합되었다. 이후 CBS와 비아콤은 2019년에 다시 합병해 비아콤CBS로 재탄생하게 된다.
프로그램은 1988–89 방송 시즌에 맞춰 기획되었고, 1989년 1월에 첫 방송을 시작했다. 초창기 인사이드 에디션은 다소 진지하고 교양적인 성격의 포맷으로, 일반 뉴스와 탐사보도를 중심으로 구성되었다. 초대 진행자는 영국 출신의 방송인 데이비드 프로스트였으나, 낮은 시청률로 인해 약 3주 만에 메인 앵커 자리에서 물러나 특파원 역할로 전환되었다.
1989년 2월 ABC 뉴스 기자 출신의 빌 오라일리가 새 앵커로 투입되었고, 이 시점을 기점으로 프로그램 성격도 변화하기 시작했다. 탐사보도와 함께 범죄 사건, 연예계 소식 등 타블로이드 성격의 뉴스를 혼합한 형식으로 전환된 것이다.
이 시기 Inside Edition은 미국 TV 타블로이드 뉴스의 '빅 3'로 자리잡게 되며, 같은 장르의 경쟁 프로그램인 Fox의 A Current Affair와 파라마운트의 Hard Copy와 치열한 경쟁을 펼쳤다. 이들 중 현재까지 방송이 지속되고 있는 프로그램은 Inside Edition이 유일하다.
빌 오라일리 시절, 프로그램은 주요 국제 사건도 빠르게 보도했다. 그는 베를린 장벽 붕괴 당시 미국 방송 중 최초로 현장을 보도했고, 살인자 조엘 스타인버그와의 단독 인터뷰를 성사시켰으며, 1992년 로스앤젤레스 폭동 당시에도 전국 방송 뉴스 프로그램 진행자 중 가장 먼저 현장에 도착해 취재를 진행했다.
한편, 이 프로그램은 호주에서도 따로 제작되었으며, 네트워크 텐을 통해 방영되었다. 호주판은 베테랑 언론인 피터 럭이 진행을 맡았고, 약 2년간 방송되었다.
1992년 9월 인사이드 에디션은 스핀오프 프로그램인 Inside Edition Extra를 새롭게 선보였다. 이 프로그램은 킹 월드(King World)와 당시 CBS 계열사였던 보스턴의 WHDH 채널 7(현재는 독립 방송국)이 공동 제작했으며, WHDH는 인사이드 에디션 본편을 보스턴 지역에 방송하던 방송사였다.
진행은 과거 WHDH 앵커로 활동했던 톰 엘리스가 맡았다. 그러나 본편과 달리 Inside Edition Extra는 시청률 면에서 성공하지 못했고, 결국 1992–93 방송 시즌이 끝날 무렵 폐지되었다.
이후 그 시간대에는 American Journal이라는 프로그램이 대체 편성되었으며, 이 프로그램은 5년 동안 비교적 안정적인 방송을 이어갔다.

### 1995년 ~ 2025년
1994년 7월 빌 오라일리는 인사이트 에디션에서 하차하고 싶다는 의사를 드러내기 시작했다. 이후 방송이 시작된 지 6년이 조금 지난 1995년 3월 그는 프로그램에서 공식적으로 물러났다.
당시 CBS 뉴스의 주말 앵커였으며, 과거 NBC의 투데이에서 짧은 기간 공동 진행자로 활동한 이력이 있던 데보라 노빌이 그의 후임으로 발탁되었다.
1990년대 후반에 접어들면서, 유사한 포맷의 타 방송 프로그램들이 시청률 하락을 겪는 가운데, Inside Edition은 시청자 유지를 위해 포맷에 일부 변화를 주기 시작했다. 여전히 연예 및 범죄 관련 보도를 중심에 두었지만, 점차 주요 뉴스 헤드라인, 법률 관련 이슈, 사회 전반의 일반 뉴스, 그리고 라이프스타일이나 휴먼 스토리 등 보다 다양한 콘텐츠를 포함하기 시작했다.
2000년대 후반, 유튜브와 같은 영상 공유 플랫폼이 급부상하면서, 인사이트 에디션은 방송에 바이럴 영상을 적극 활용하기 시작했다. 이들 영상은 그날의 뉴스와 직접 관련이 있는 경우도 있었지만, 대부분은 재미있거나 놀라운 장면들이 중심이었다. 예를 들면, 기발한 청혼 장면, 사람이나 동물이 보여주는 특이한 재능이나 묘기, 해외 파병을 마치고 가족을 깜짝 방문하는 군인들, 장난 영상 등이 대표적이다. 이러한 영상은 보통 매 방송의 마지막 순서인 D블록에 배치되어 프로그램을 마무리하는 역할을 한다.
2025년 4월 데보라 노빌은 시즌이 끝나는 시점인 5월 말을 끝으로 30년간 맡아온 앵커 자리에서 물러나겠다고 공식 발표했다. 그녀의 마지막 방송은 2025년 5월 21일에 방영되었으며, 이로써 한 시대를 대표했던 그녀의 인사이트 에디션 진행은 마무리되었다.
오늘 마지막으로, 제가 여러분의 가정에 초대받아 방송할 수 있었던 건, 이 자리에 함께한 115명 이상의 제작진 덕분입니다. 이들은 화면 뒤에서 일하지만, 그들의 재능과 로스앤젤레스에 있는 동료들의 헌신이 매일 여러분이 보시는 방송을 만들어 냈습니다. 저는 지금, 말 그대로 감사함 속에 잠겨 있습니다.
지난달 제가 하차 소식을 전한 이후, 동료들과 시청자 여러분이 보내주신 반응에 깊은 감동을 받았습니다. 제가 이렇게 오랜 시간 이 자리를 지킬 수 있었던 건, 여러분이 저와 우리가 전하는 이야기들을 따뜻하게 맞아주셨기 때문입니다.
Inside Edition은 많은 분들에게 친숙한 동반자였다고 들었습니다. 여러분이 "매일 만나는 시간이 그리울 것 같다"고 말씀해 주셨죠. 저 역시 그 시간이 무척 그리울 겁니다.
제가 처음 방송 일을 시작했을 때, 한 동료가 저에게 “넌 이 일에 어울리지 않는다”고 말했습니다. 저는 지난 47년간, 그 말이 틀렸다는 걸 증명하려 노력해 왔습니다. 그래서 마지막으로 이런 말씀을 드리고 싶습니다:
아무도 당신을 믿지 않을 때, 스스로를 믿으세요. 그 믿음이 어디까지 당신을 데려갈 수 있을지, 정말 놀라게 될 겁니다.

진심으로 감사합니다. 모두에게, 정말 감사합니다. 지금까지 Inside Edition이었습니다. 안녕히 계세요.—  2025년 5월 21일 데보라 노빌이 인사이트 에디션 마지막 방송에서 남긴 고별 멘트

### 2025년 ~ 현재
2025년 5월 21일 데보라 노빌이 하차한 뒤, 메리 캘비가 임시 앵커로 진행을 맡았으며, 같은 해 7월 7일 에바 필그림이 새 진행자로 확정되었다.

## 비판
1990년대 인사이드 에디션은 미국 퓨리서치센터 언론우수성프로젝트에 의해 타블로이드 언론 및 유사 뉴스 프로그램으로 분류되었다.

## 수상
- 1996년 조지 폴크상 – 언론 분야 특별 공로상
- 2007년 평생공로상 – 전국소비자기관행정협회(NACAA) 수여

## 같이 보기
- 사회 문제
- 저널